# Olympische Sommerspiele 2024/Kanu – Zweier-Kajak 500 m (Frauen)
Das Kanu-Rennen der Frauen mit dem Zweier-Kajak über 500 m bei den Olympischen Spielen 2024 in Paris fand vom 6. bis 9. August 2024 statt. Schauplatz der Wettkämpfe war die Regattastrecke Stade nautique de Vaires-sur-Marne im Ort Vaires-sur-Marne, östlich des Großraums Paris. Titelverteidigerinnen waren die Neuseeländerinnen Lisa Carrington und Caitlin Regal, die in Tokio vor den Polinnen Gold gewannen.

## Titelträgerinnen
| Olympische Spiele 2020       | Lisa Carrington / Caitlin Regal        | 1:35,785 min | Tokio             |
| Weltmeisterschaften 2023     | Emma Jørgensen / Frederikke Matthiesen | 1:39,856 min | Duisburg          |
| Afrikameisterschaften 2024   | Esti Olivier / Helen Jansen            | 2:00,12 min  | Abuja             |
| Panamerikanische Spiele 2023 | Karina Alanís / Beatriz Briones        | 1:41,98 min  | Santiago de Chile |
| Asienspiele 2022             | Yin Mengdie / Wang Nan                 | 1:49,944 min | Hangzhou          |
| Europameisterschaften 2024   | Emma Jørgensen / Frederikke Mathiesen  | 1:45,804 min | Szeged            |
| Ozeanienmeisterschaften 2024 | Aimee Fisher / Danielle McKenzie       | 1:45,45 min  | Sydney            |

## Qualifikation
Die sechs am besten platzierten Boote (maximal ein Boot pro Nation) der Weltmeisterschaften 2023 qualifizierten sich für die Spiele. Bei kontinentalen Qualifikationswettkämpfen stand zudem für jeden Kontinent ein Startplatz zur Verfügung.

## Vorläufe
Dienstag, 6. August 2024

### Vorlauf 1
| Platz | Bahn | Athletinnen                          | Nation      | Zeit (min) | Qualifikation |
| ----- | ---- | ------------------------------------ | ----------- | ---------- | ------------- |
| 1     | 7    | Pauline Jagsch Lena Röhlings         | Deutschland | 1:41,45    | Halbfinale    |
| 2     | 4    | Yu Shimeng Chen Yule                 | China       | 1:42,70    | Halbfinale    |
| 3     | 5    | Emma Jørgensen Frederikke Matthiesen | Dänemark    | 1:45,02    | Viertelfinale |
| 4     | 6    | Manon Hostens Vanina Paoletti        | Frankreich  | 1:45,34    | Viertelfinale |
| 5     | 3    | Maria Virik Anna Margrete Sletsjøe   | Norwegen    | 1:47,17    | Viertelfinale |

### Vorlauf 2
| Platz | Bahn | Athletinnen                    | Nation     | Zeit (min) | Qualifikation |
| ----- | ---- | ------------------------------ | ---------- | ---------- | ------------- |
| 1     | 5    | Lisa Carrington Alicia Hoskin  | Neuseeland | 1:41,05    | Halbfinale    |
| 2     | 4    | Hermien Peters Lize Broekx     | Belgien    | 1:41,80    | Halbfinale    |
| 3     | 7    | Tamara Csipes Alida Dóra Gazsó | Ungarn     | 1:42,68    | Viertelfinale |
| 4     | 6    | Ella Beere Alyssa Bull         | Australien | 1:46,21    | Viertelfinale |
| 5     | 3    | Tiffany Koch Esti Olivier      | Südafrika  | 1:52,14    | Viertelfinale |

### Vorlauf 3
| Platz | Bahn | Athletinnen                     | Nation     | Zeit (min) | Qualifikation |
| ----- | ---- | ------------------------------- | ---------- | ---------- | ------------- |
| 1     | 5    | Martyna Klatt Helena Wiśniewska | Polen      | 1:40,95    | Halbfinale    |
| 2     | 4    | Linnea Stensils Moa Wikberg     | Schweden   | 1:40,97    | Halbfinale    |
| 3     | 3    | Courtney Stott Natalie Davison  | Kanada     | 1:44,35    | Viertelfinale |
| 4     | 7    | Aimee Fisher Lucy Matehaere     | Neuseeland | 1:46,52    | Viertelfinale |
| 5     | 6    | Carolina García Sara Ouzande    | Spanien    | 1:49,01    | Viertelfinale |

### Vorlauf 4
| Platz | Bahn | Athletinnen                   | Nation      | Zeit (min) | Qualifikation |
| ----- | ---- | ----------------------------- | ----------- | ---------- | ------------- |
| 1     | 5    | Paulina Paszek Jule Hake      | Deutschland | 1:39,03    | Halbfinale    |
| 2     | 7    | Karolina Naja Anna Puławska   | Polen       | 1:39,18    | Halbfinale    |
| 3     | 4    | Noémi Pupp Sára Fojt          | Ungarn      | 1:39,44    | Viertelfinale |
| 4     | 6    | Selma Konijn Ruth Vorsselman  | Niederlande | 1:43,91    | Viertelfinale |
| 5     | 3    | Karina Alanís Beatriz Briones | Mexiko      | 1:44,87    | Viertelfinale |

## Viertelfinale
Dienstag, 6. August 2024

### Viertelfinale 1
| Platz | Bahn | Athletinnen                          | Nation      | Zeit (min) | Qualifikation |
| ----- | ---- | ------------------------------------ | ----------- | ---------- | ------------- |
| 1     | 3    | Selma Konijn Ruth Vorsselman         | Niederlande | 1:40,93    | Halbfinale    |
| 2     | 6    | Ella Beere Alyssa Bull               | Australien  | 1:41,89    | Halbfinale    |
| 3     | 2    | Carolina García Sara Ouzande         | Spanien     | 1:42,03    | Halbfinale    |
| 4     | 4    | Courtney Stott Natalie Davison       | Kanada      | 1:42,58    | Halbfinale    |
| 5     | 5    | Emma Jørgensen Frederikke Matthiesen | Dänemark    | 1:42,61    |               |
| 6     | 7    | Maria Virik Anna Margrete Sletsjøe   | Norwegen    | 1:43,28    |               |

### Viertelfinale 2
| Platz | Bahn | Athletinnen                    | Nation     | Zeit (min) | Qualifikation |
| ----- | ---- | ------------------------------ | ---------- | ---------- | ------------- |
| 1     | 5    | Tamara Csipes Alida Dóra Gazsó | Ungarn     | 1:40,57    | Halbfinale    |
| 2     | 6    | Manon Hostens Vanina Paoletti  | Frankreich | 1:41,43    | Halbfinale    |
| 3     | 2    | Karina Alanís Beatriz Briones  | Mexiko     | 1:41,45    | Halbfinale    |
| 4     | 4    | Noémi Pupp Sára Fojt           | Ungarn     | 1:41,90    | Halbfinale    |
| 5     | 3    | Aimee Fisher Lucy Matehaere    | Neuseeland | 1:44,45    |               |
| 6     | 7    | Tiffany Koch Esti Olivier      | Südafrika  | 1:46,40    |               |

## Halbfinale
Freitag, 9. August 2024

### Halbfinale 1
| Platz | Bahn | Athletinnen                     | Nation      | Zeit (min) | Qualifikation |
| ----- | ---- | ------------------------------- | ----------- | ---------- | ------------- |
| 1     | 4    | Pauline Jagsch Lena Röhlings    | Deutschland | 1:39,51    | A-Finale      |
| 2     | 3    | Hermien Peters Lize Broekx      | Belgien     | 1:39,74    | A-Finale      |
| 3     | 2    | Tamara Csipes Alida Dóra Gazsó  | Ungarn      | 1:39,76    | A-Finale      |
| 4     | 7    | Ella Beere Alyssa Bull          | Australien  | 1:40,26    | A-Finale      |
| 5     | 1    | Karina Alanís Beatriz Briones   | Mexiko      | 1:40,39    | B-Finale      |
| 6     | 5    | Martyna Klatt Helena Wiśniewska | Polen       | 1:40,73    | B-Finale      |
| 7     | 6    | Karolina Naja Anna Puławska     | Polen       | 1:42,14    | B-Finale      |
| 8     | 8    | Courtney Stott Natalie Davison  | Kanada      | 1:42,57    | B-Finale      |

### Halbfinale 2
| Platz | Bahn | Athletinnen                   | Nation      | Zeit (min) | Qualifikation |
| ----- | ---- | ----------------------------- | ----------- | ---------- | ------------- |
| 1     | 4    | Lisa Carrington Alicia Hoskin | Neuseeland  | 1:38,52    | A-Finale      |
| 2     | 5    | Paulina Paszek Jule Hake      | Deutschland | 1:38,84    | A-Finale      |
| 3     | 2    | Selma Konijn Ruth Vorsselman  | Niederlande | 1:39,49    | A-Finale      |
| 4     | 8    | Noémi Pupp Sára Fojt          | Ungarn      | 1:39,89    | A-Finale      |
| 5     | 6    | Linnea Stensils Moa Wikberg   | Schweden    | 1:40,06    | B-Finale      |
| 6     | 1    | Carolina García Sara Ouzande  | Spanien     | 1:40,23    | B-Finale      |
| 7     | 7    | Manon Hostens Vanina Paoletti | Frankreich  | 1:40,62    | B-Finale      |
| 8     | 3    | Yu Shimeng Chen Yule          | China       | 1:44,45    | B-Finale      |

## Finale
Freitag, 9. August 2024

### A-Finale
Anmerkung: zur Ermittlung der Plätze 1 bis 8
| Platz | Bahn | Athletinnen                    | Nation      | Zeit (min) |
| ----- | ---- | ------------------------------ | ----------- | ---------- |
| 1     | 4    | Lisa Carrington Alicia Hoskin  | Neuseeland  | 1:37,28    |
| 2     | 7    | Tamara Csipes Alida Dóra Gazsó | Ungarn      | 1:39,39    |
| 3     | 6    | Paulina Paszek Jule Hake       | Deutschland | 1:39,46    |
| 3     | 8    | Noémi Pupp Sára Fojt           | Ungarn      | 1:39,46    |
| 5     | 3    | Hermien Peters Lize Broekx     | Belgien     | 1:39,84    |
| 6     | 5    | Pauline Jagsch Lena Röhlings   | Deutschland | 1:40,09    |
| 7     | 1    | Ella Beere Alyssa Bull         | Australien  | 1:40,94    |
| 8     | 2    | Selma Konijn Ruth Vorsselman   | Niederlande | 1:41,26    |

### B-Finale
Anmerkung: zur Ermittlung der Plätze 9 bis 16
| Platz | Bahn | Athletinnen                     | Nation     | Zeit (min) |
| ----- | ---- | ------------------------------- | ---------- | ---------- |
| 9     | 4    | Linnea Stensils Moa Wikberg     | Schweden   | 1:42,05    |
| 10    | 5    | Karina Alanís Beatriz Briones   | Mexiko     | 1:43,70    |
| 11    | 3    | Martyna Klatt Helena Wiśniewska | Polen      | 1:43,82    |
| 12    | 7    | Karolina Naja Anna Puławska     | Polen      | 1:44,50    |
| 13    | 2    | Manon Hostens Vanina Paoletti   | Frankreich | 1:45,18    |
| 14    | 8    | Yu Shimeng Chen Yule            | China      | 1:46,26    |
| 15    | 1    | Courtney Stott Natalie Davison  | Kanada     | 1:46,96    |
|       | 6    | Carolina García Sara Ouzande    | Spanien    | DNF        |